# Gutach im Breisgau
Gutach im Breisgau è un comune tedesco di 4 429 abitanti, situato nel land del Baden-Württemberg.